# Myrcianthes karsteniana
Myrcianthes karsteniana là một loài thực vật có hoa trong Họ Đào kim nương. Loài này được (O.Berg) McVaugh mô tả khoa học đầu tiên năm 1963.